# Sumie Tanaka
Sumie Tanaka (田中澄江 Tanaka Sumie?, Tokio, 11 de abril de 1908 - Tokio, 1 de marzo de 2000) fue una escritora, guionista y dramaturga japonesa con una agenda feminista. Colaboró durante mucho tiempo con el director de cine Mikio Naruse y escribió guiones para la primera gran directora japonesa, Kinuyo Tanaka. Fue miembro de la compañía de teatro Bungakuza y estuvo casada con el dramaturgo Chikao Tanaka.
A lo largo de su carrera recibió varios premios entre los que se incluyen la Medalla de la Cinta Púrpura, el Premio del Ministerio de Educación para las Artes y el Premio Yomiuri de Literatura.

## Biografía
Tanaka nació en Tokio en 1908 y se graduó en la Escuela Normal Superior de Mujeres de Tokio en 1932. Durante sus años de estudiante, publicó varias obras en las revistas Butai de Kidō Okamoto y Iteki, y participó en los talleres de dramaturgia dirigidos por Kunio Kishida y Kan Kikuchi. Después de su graduación, trabajó durante algún tiempo como profesora.
En 1934, se casó con el también dramaturgo Chikao Tanaka, con quien escribió obras para la compañía teatral Bungakuza. En sus obras de un solo acto como Kagerō (Un resplandor, 1934), Akiko no kao (El rostro de Akiko, 1936) e Izokutachi (La familia afligida, 1937), Tanaka retrató a menudo la vida de familias de clase media basándose en sus propias experiencias. En 1939 se estrenó su primera obra de larga duración, Haru, aki (Primavera, otoño). Tras el fin de la Segunda Guerra Mundial, ella y su familia se bautizaron como católicos, un acontecimiento que influyó profundamente en su obra a partir de entonces.
Tanaka comenzó a trabajar en la industria cinematográfica en la década de 1950, un período considerado como la «segunda edad de oro» del cine japonés. Colaboró durante mucho tiempo con los directores Mikio Naruse y Kinuyo Tanaka, y adaptó obras de escritoras como Fumiko Hayashi y Aya Kōda. Tanaka era una feminista declarada, y en una ocasión afirmó que quería «transformar el sistema patriarcal de la sociedad japonesa en algo diferente durante nuestra generación». Según Toshirō Ide, su coguionista en El almuerzo de Naruse, abandonó el proyecto prematuramente cuando el estudio cinematográfico insistió en un final conciliador en lugar del divorcio de la protagonista femenina, como los dos escritores habían planeado originalmente.
Los guiones que escribió para El almuerzo, Hogar, dulce hogar de Noboru Nakamura y Boyhood de Keisuke Kinoshita le valieron el premio Blue Ribbon al mejor guion en 1951. También escribió para otros directores notables como Heinosuke Gosho (Nubes dispersas, 1951), Kōzaburō Yoshimura (Yoru no kawa, 1956, Yoru no chô, 1957) y Shin Saburi (Kokoro ni hana no saku hi made, 1955, Yoru no Kamome, 1957).
Tanaka continuó escribiendo obras de teatro como Akujo to me to kabe (Una mujer malvada, ojos y pared, 1948), Garashia, Hosokawa fujin (Gratia, Lady Hosokawa, 1959) y Shirokujaku (El pavo real blanco, 1967), que escribió para la actriz Yaeko Mizutani. En la década de 1960 se dedicó a escribir guiones para televisión y también fue una reconocida ensayista. Entre sus obras premiadas posteriormente se incluyen Kakitsubata Gunraku (Comunidad Kakitsubata, 1973), la colección de ensayos Hana no hyakumeizan (Flores de cien montañas, 1980) y la colección de cuentos Fū no shimatsu (El fin de mi marido, 1995).
Sumie Tanaka murió el 1 de marzo de 2000 en Tokio a la edad de 91 años.

## Premios
A lo largo de su vida recibió los siguientes premios, condecoraciones y reconocimientos
- 1951: premio Blue Ribbon al mejor guion por El almuerzo, Hogar, dulce hogar y Boyhood
- 1952: Premio Cultural de Radiodifusión NHK (13.º)
- 1971: Premio a la Excelencia del Festival de las Artes (categoría de transmisión musical) (26) por «NHK Nagasaki no Hisen» (letra)
- 1973: Premio de Fomento a las Artes del Ministerio de Educación (categoría Literatura/Crítica, 24.º puesto) por «Colonia de Iris»
- 1977: Medalla de la Cinta Púrpura
- 1984: Orden de la Preciosa Corona de Cuarta Clase
- 1980: Premio Yomiuri de Literatura (XXXII Premio de Ensayo de Viajes) por «Flores de cien montañas»
- 1996: Premio de Literatura Murasaki Shikibu, por «El fin de mi marido»
- 1996: Premio de Literatura Femenina (35.º) por «El fin de mi marido»
- 1997: Premio a la trayectoria del Premio Mujer del Año Avon
- En 1999, fue nombrada ciudadano honorario de Tokio.